# Las Matas de Farfán (ort)
Las Matas de Farfán är en ort i Dominikanska republiken.   Den ligger i kommunen Las Matas de Farfán och provinsen San Juan, i den västra delen av landet, 170 km väster om huvudstaden Santo Domingo. Las Matas de Farfán ligger 451 meter över havet och antalet invånare är 21 802.
Terrängen runt Las Matas de Farfán är platt åt nordväst, men åt sydost är den kuperad. Runt Las Matas de Farfán är det ganska tätbefolkat, med 67 invånare per kvadratkilometer. Närmaste större samhälle är El Cercado, 15,5 km söder om Las Matas de Farfán. Omgivningarna runt Las Matas de Farfán är en mosaik av jordbruksmark och naturlig växtlighet.